# Панко Брашнаров
Панко Трайков Брашнаров, известен и като Панко Брашнар, е български революционер, деец на Вътрешната македоно-одринска революционна организация, а след като приема идеите на комунизма става член на Вътрешната македонска революционна организация (обединена).

## Биография
Панко Брашнаров е роден на 27 юли 1883 година във Велес, тогава в Османската империя. Първоначалното си образование получава в родния град, а след това учи в българското педагогическо училище в Скопие, което завършва в 1901 година. Присъединява се към ВМОРО и участва в Илинденско-Преображенското въстание. Преподава като екзархийски учител до началото на Балканската война през 1912 година, като междувременно след Младотурската революция членува в Народната федеративна партия (българска секция). След окупацията на Македония от Сърбия, през декември 1912 година, осъществява контакт с Петър Попарсов, Александър Мартулков, Ризо Ризов, Крум Зографов и други македонски дейци във Велес, като същите се организират с цел предявяване на политически претенции за запазване на целостта на Македония. Прогонен е от властите през 1913 г. и се мести в България, като през периода 1914 – 1915 година завършва двугодишен висш педагогически курс в Пловдив. Мобилизиран е в Българската армия по време на Първата световна война и участва в боевете при Дойран.
След войната Панко Брашнаров остава във Вардарска Македония. Сърбите му предлагат да работи като учител, но той отказва. Работи като мелничар, градинар, бакалин. В крайна сметка, за да оцелее отваря кръчма, която се превръща в център на комунистическото движение в града и в 1919 година става член на Югославската комунистическа партия. Ежегодно участва на националните конференции на КПЮ. През 1925 година във Виена е избран за един от ръководителите на ВМРО (обединена). През лятото на 1926 г. е арестуван от сръбските власти и през април 1927 г. е осъден на 2 години затвор. След излежаване на присъдата си се активира политически. През май 1929 г. е арестуван отново на път за конгреса на ВМОРО (об.) във Виена. Същото лято е осъден на 5 години затвор. Димитър Влахов пише във вестник „Македонско дело“:
| „ | От един месец насам в затвора в Марибор се намира 50-годишният македонски българин Панко Брашнаров, учител... | “ |

 След повторното си излизане от затвора през 1934 година остава политически пасивен. През април 1941 г. се включва в основаването на Българските акционни комитети. След установяването на българската администрация в региона започва да работи пак като български учител. От 1943 година подкрепя югославското комунистическо партизанско движение и на 2 август 1944 година в манастира „Прохор Пчински“ участва на учредителното събрание на АСНОМ. Като най-стар делегат председателства заседанието, а впоследствие остава и заместник-председател на АСНОМ. Преизбран е в Президиума на АСНОМ на Втората сесия на АСНОМ през декември 1944 г. и на Третата сесия през април 1945 г.
През 1948 година, напълно разочарован от политиката на новите югославски власти, Панко Брашнаров и Павел Шатев в общо писмо до ЦК на БКП от 1 октомври се обявяват против политиката на Югославия към анексиране на Пиринска и Егейска Македония. Обвиняват ЮКП във вмешателство във вътрешната политика на Македония и дейността на АСНОМ, и проява на краен сръбски национализъм. Алармират, че азбуката на македонската литературна норма нарочно се сродява с караджицата и насилствено се сърбизира. Че македонската комунистическа партия действа изцяло в интерес на ЮКП и са забранени всички книги и вестници, с изключение на сръбските, а българските особено са забранявани. Забранявани са също и песните.
Пишат още, че:
| „ | ...да се ругае всичко българско, макар и да е исторически факт, че илинденците са се чувствали и са действали всякога и навсякъде като хора с българско съзнание. | “ |

В резултат на това Панко Брашнаров е арестуван през 1950 година. Затворен е в концентрационния лагер Голи Оток, където умира на 13 юли 1951 година. Погребан е в загребските гробища Мирогой.